# ظفرآباد (جماعت)
ظفرآباد (به تاجیکی: Зафаробод) جماعت و شهرکی در شمال غربی تاجیکستان است که در ناحیهٔ ظفرآباد ولایت سغد قرار دارد. این جماعت، مرکز ناحیهٔ ظفرآباد است و ۱۱٬۸۳۲ نفر جمعیت دارد.